# Cerkno
Cerkno este o localitate din comuna Cerkno, Slovenia, cu o populație de 1.680 de locuitori.